# Cântece de șemineu

Cântece de șemineu este al șaptesprezecelea album al solistului brăilean Nicu Alifantis, lansat la 25 ianuarie 2010. Albumul conține 18 piese.
Referitor la acest album, Nicu Alifantis a declarat:
„Cu patru ani în urmă, un drag prieten de suflet îmi destăinuia, la un moment dat, cum că lui îi place să mă asculte iarna, ca și cum că aș fi un cântăreț de șemineu! - mărturisește Grecul. Mi-a plăcut mult asta și așa s-a copt în mine ideea acestui album. Recunosc că am momente, din ce în ce mai des, când mă apucă nostalgia acelor cântece simple, cu vorbe frumoase, care spun atât de multe; mai ales povești tandre, calde, sensibile, născute din suflet ca o răsuflare... Toți cei care-au fost alături de mine la facerea acestui album - și cărora le mulțumesc pentru asta - mi-au înțeles exact intenția și au reușit să creioneze exact acel spațiu pe care mi-l doream, atât prin sunet, cât și prin imagine... Un spațiu extrem de uman, natural, prietenos, cald și sensibil, făcând din această înșiruire de cântece o poveste ce se lasă spusă și auzită de câțiva oameni adunați undeva, în fața unui șemineu, la o ceașcă de ceai bun englezesc, cu o țigară de foi și cu un whisky malt scoțian, vechi de când lumea”
Albumul a fost propus la Ediția a IX-a a Galei Premiilor Muzicale Radio România Actualități pentru performanțele anului 2010, la secțiunea Cel mai bun album folk. 

## Interpreți
Nicu Alifantis - voce, chitare acustice, dobro, ukulele, kazoo

Berti Barbera - muzicuță și percuții

Mihai Neniță - vioară

Adrian Flautistu - contrabass

Marcel Moldovan - tobe și percuții

Mediana Vlad - soprană de coloratură

Mircea Ciurez - tenor

Virgil Ianțu - bariton (și aranjamente vocale)

Bogdan Tudor - bass

## Detalii
- Anul apariției: 2010
- Genul muzical: folk
- Producător: Fundația Nicu Alifantis
- Distribuție în țară: E-Media

## Listă de piese
1. Cântec pentru ea (Invocație) - Nicu Alifantis/Alexandru Tocilescu
2. Cântec de grădinar (Aceeași floare) - Nicu Alifantis/Adrian Păunescu
3. Cântec de iarnă (Vitraliu) - Nina Cassian
4. Cântec de leagăn (Cântec pentru adormit copiii) - Nicu Alifantis/George Țărnea
5. Cântec cu îngeri (Douăzeci de îngeri) - Nicu Alifantis/Ion Nicolescu
6. Cântec de somn - Nicu Alifantis/Tudor Arghezi
7. Cântec de chemare - Nicu Alifantis/D.R.Popescu
8. Cântec de piele (El avea pe sine) - Nicu Alifantis/Alexandru Tocilescu
9. Cântec cu căluț de mare - Nicu Alifantis/D.R.Popescu
10. Cântec cu marinar - Nicu Alifantis/D.R.Popescu
11. Cântec de floare albastră - Nicu Alifantis/D.R.Popescu
12. Cântec de paj - Nicu Alifantis/Miron Radu Paraschivescu
13. Cântec de victorie (Victorie) - Nicu Alifantis/Ana Blandiana
14. Cântec catren (Catren) - Nicu Alifantis/Emil Brumaru
15. Cântec cu licorn - Nicu Alifantis/D.R.Popescu
16. Cântec de cowboy (Toată vaca) - Nicu Alifantis/Ion Nicolescu
17. Cântec de iubire (Sonet iubirii împlinite) - Nicu Alifantis/Nina Cassian
18. Cântec de șemineu - Nicu Alifantis/instrumental

## Legături externe
Site web oficial